# 既約多項式
代数学において既約多項式（きやくたこうしき、英: irreducible polynomial）とは、多項式環の既約元のことである。

## 概要
より冗長には次のようになる。
R を整域とし、その単数全体を R×、一変数多項式環を R[X] とおく。
多項式 ƒ ∈ R[X] が2条件
- ƒ ∉ R×
- ∀ g, h ∈ R[X]   ƒ = gh ⇒ g ∈ R× or h ∈ R×

を満たすとき既約であるという。そうでないとき可約であるという。
元々、整数係数多項式（有理数係数多項式) f(x) が、2 つの1次以上の整数係数多項式（有理数係数多項式） g(x),h(x) の積として因数分解できる時、すなわち
f(x) = g(x) h(x)
の形にできることを可約、そうでないときを既約として多項式の性質を調べる事はあったが、係数の範囲を一般化して、特定の無理数や複素数の四則演算で得られる係数での因数分解を考え、既約性を導入したのはニールス・アーベルである。
係数環 R が整数環や実数体、複素数体のような一意分解整域の場合には既約多項式は多項式環における素元でもあるので、これは整数環における素数の類似物である。

## 例
- 整数環上の一変数多項式 X2 + 1 は既約多項式である
- 整数環上の一変数多項式 X2 − 1 は X2 − 1 = (X + 1)(X − 1) より可約多項式である
- 有限体 F2 上の一変数多項式 X2 + 1 は X2 + 1 = (X + 1)2 より可約多項式である
- 円分多項式 Φd(X) ∈ Q[X] は既約多項式である
- 最小多項式は既約多項式である

## 判定法
整域 R の素イデアル P とモニック多項式
{\displaystyle f(X)=X^{n}+a_{1}X^{n-1}+\dotsb +a_{n}\in R[X]}
をとる。このとき2条件
- a1, …, an ∈ P
- an ∉ P2

を満たすならば多項式 ƒ は既約である（アイゼンシュタインの既約判定法）。
たとえば素数 p と自然数 m に対して整数環上の一変数多項式 Xm − p は既約である。ただし、これは既約である必要条件ではない。実際、例にある X2 + 1 ∈ Z[X] はこの判定法で既約性を判定できない。

## 体上の既約多項式
位数 q の有限体上モニックな n 次既約多項式の総数は次の式で与えられる。
{\displaystyle {\frac {1}{n}}\sum _{d\mid n}\mu \left({\frac {n}{d}}\right)q^{d}}
ただし μ はメビウス関数を表す。（ネックレス多項式も参照。）